# Nicolas Bordas
Pour les articles homonymes, voir Bordas.
Nicolas Bordas, né le 14 décembre 1960 à Clermont-Ferrand (Auvergne), est un homme d'affaires et publicitaire français. Il est actuellement Vice-Président International TBWA\Worldwide et Membre du Board de OMNICOM Europe. Il a été Président de l'Association des Agences-Conseil en Communication (AACC), le syndicat professionnel des agences de communication françaises, de 2009 à 2012.

## Biographie
Nicolas Bordas grandit à Clermont-Ferrand, où il suit sa scolarité au Lycée Blaise-Pascal, jusqu'en classe préparatoire. Il intègre ensuite l'ESSEC, où il est élu président du Bureau Des Élèves. Diplômé en 1982, il commence sa carrière en tant que chef de publicité chez Dupuy Saatchi. Après un passage chez CLM-BBDO, il rejoint en 1994 Jean-Marie Dru au sein du groupe groupe BDDP (aujourd’hui TBWA\). Il y fonde l’agence BDDP & Fils en 1998. En 2004 il est nommé Président du groupe TBWA\FRANCE 3e groupe de communication en France, qui rassemble 19 agences (publicité, communication corporate, design, communication interactive, marketing services, fundraising, etc) et emploie plus de 1600 personnes. 
Il est membre du comité exécutif mondial de TBWA\Worldwide.  En janvier 2013, il devient Vice-Président de TBWA\Europe et Président du réseau BEING Worldwide.
Il est également enseignant à Sciences Po, où il partage ses connaissances en branding avec David Jobin, président de Royalties.
Impliqué dans la vie de la cité, il a pris en 2008 la tête du Comité Exécutif du Conseil pour la diffusion de la culture économique (Codice), organisme qui œuvre pour une meilleure information et une meilleure compréhension du fonctionnement de l’économie par le grand public.
Il parraine l'école supérieure de communication digitale 2089 située à Besançon, ainsi qu'une agence associative, Nouvelle Cour, qui favorise l’insertion professionnelle des jeunes du BTS communication de La Courneuve.
En juin 2009, Nicolas Bordas a été élu président de l’AACC, dont il était vice-président depuis 2004.
Son premier livre, L'idée qui tue ! : Politique, business, culture... Les secrets des idées qui durent, est publié en 2009 aux éditions Eyrolles.
Depuis septembre 2012, Nicolas intervient avec Stéphanie Prunier comme chroniqueur dans l'émission hebdomadaire Le Duel des Communicants sur I-Télé présentée par Olivier Galzi.
Parmi ses engagements, il parraine Nouvelle Cour, une agence associative qui favorise l’insertion professionnelle des jeunes du BTS communication de La Courneuve et il soutient également depuis 2013 les conférences TedX Champs Elysées Women, dont il fait partie du Comité d'inspiration.